# 3851 Alhambra
3851 Alhambra је астероид главног астероидног појаса са средњом удаљеношћу од Сунца која износи 2,174 астрономских јединица (АЈ).
Апсолутна магнитуда астероида је 13,6.